# Moises Frumencio da Costa Gomez

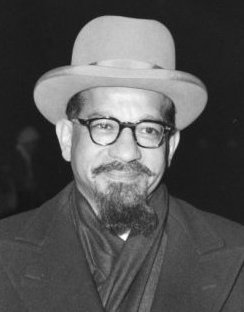
Moises da Costa Gomez (1960)

Moises Frumencio da Costa Gomez (Willemstad, 27 oktober 1907 – aldaar, 22 november 1966) was een Curaçaos politicus voor de Nationale Volkspartij. Hij was van 1951 -1954 voorzitter van de Regeringsraad en wordt vaak gezien als de eerste premier van de Nederlandse Antillen. Hij speelde een belangrijke rol bij het tot stand brengen van een meer democratisch bestuur en grotere autonomie voor de Nederlandse Antillen en was betrokken bij de ontwikkeling van het Statuut voor het Koninkrijk der Nederlanden.

## Biografie
Da Costa Gomez werd geboren in de wijk Otrobanda, als zoon van Pedro da Costa Gomez en Braulia Bikker. Op 15-jarige leeftijd vertrok hij naar Nederland, naar de Fraters van Tilburg, waarna hij in Nijmegen als interne leerling aan het Canisius College het gymnasium volgde. Hij studeerde rechten aan de Universiteit van Nijmegen en promoveerde in 1935 aan de Universiteit van Amsterdam bij professor Philip Kleintjes op een proefschrift getiteld Het wetgevend orgaan van Curaçao, bezien in het kader van de Nederlandse koloniale politiek. Hij kwam in 1936 in Antilliaanse overheidsdienst en was het grootste gedeelte van zijn ambtelijke loopbaan griffier. Hij was in 1936 betrokken bij de oprichting van een ambtenarenvakbond.
Hij werd op 5 april 1938 lid van de Staten van het Gebiedsdeel Curaçao voor de Katholieke Volkspartij en zette zich in voor een democratische staatsstructuur en interne autonomie van de zes eilanden, die vanaf 1949 Nederlandse Antillen zouden heten. Tijdens de Tweede Wereldoorlog was hij lid van de buitengewone Raad van Advies voor de Nederlandse regering in ballingschap in Londen.
Na de speech van Koningin Wilhelmina op 7 december 1942, waarin zij aangaf de relaties met de koloniën te willen moderniseren, werden in 1945 door de Nederlandse regering commissies opgericht in Nederland, Curaçao en Suriname om een Rijksconferentie voor te bereiden.
Op 2 april 1947 werd hij toegevoegd aan de Minister van Overzeese Gebiedsdelen in Den Haag en opende in dat jaar een kantoor in Den Haag. Toen M.P. Gorsira in 1948 door de Staten werd voorgedragen als vertegenwoordiger, keerde hij terug naar Curaçao. Hij ging zich daar bezighouden met de staatkundige hervormingen. In datzelfde jaar was hij een van de medeoprichters van de Nationale Volkspartij.
Van 1946 tot 1954 was hij voorzitter van de "Autonomie-Commissie" van de Staten. Als zodanig onderhandelde hij met de Nederlandse Regering over de toekomst van Gebiedsdeel Curaçao binnen het Koninkrijk der Nederlanden. Van 10 mei tot 14 juli 1949 was hij voorzitter van het college van algemeen bestuur. Van 19 april 1951 tot 8 december 1954 was hij voorzitter van de eerste Regeringsraad van de Nederlandse Antillen; deze functie was in de praktijk te vergelijken met die van minister-president. Hij wordt dan ook vaak beschouwd als de eerste premier van de Antillen.
Hij was lid van de commissie die betrokken was bij het opstellen van het Statuut voor het Koninkrijk der Nederlanden. Door de nederlaag van zijn partij bij de verkiezingen van 1954 kon Da Costa Gomez op 15 december 1954 niet meer als regeringsleider zijn handtekening zetten onder het Statuut. Dit moest hij overlaten aan zijn opvolger en politieke rivaal Efraïn Jonckheer.
Da Costa Gomez bleef tot zijn dood een actieve rol in de Antilliaanse politiek spelen. Zijn onverwachte overlijden kwam als een schok. Radioprogramma's werden aangepast en er werd halfstok gevlagd.

## Trivia
Da Costa Gomez was Ridder in de Orde van de Nederlandse Leeuw en Officier in de Orde van Oranje-Nassau. In Willemstad staat een bronzen standbeeld van Da Costa Gomez en de University of Curaçao is naar hem vernoemd. In 1972 werd een postzegel met zijn afbeelding uitgebracht. Sedert 2020 is hij opgenomen in een van de vijftig vensters van de Canon van Curaçao als zijnde een staatsman van grote verdiensten voor Curaçao, de Nederlandse Antillen en het Koninkrijk der Nederlanden.
Op de Nederlandse Antillen stond Da Costa Gomez bekend onder de bijnaam 'doktoor'.
Zijn weduwe Lucina da Costa Gomez-Matheeuws was in 1977 ook korte tijd premier van de Nederlandse Antillen.

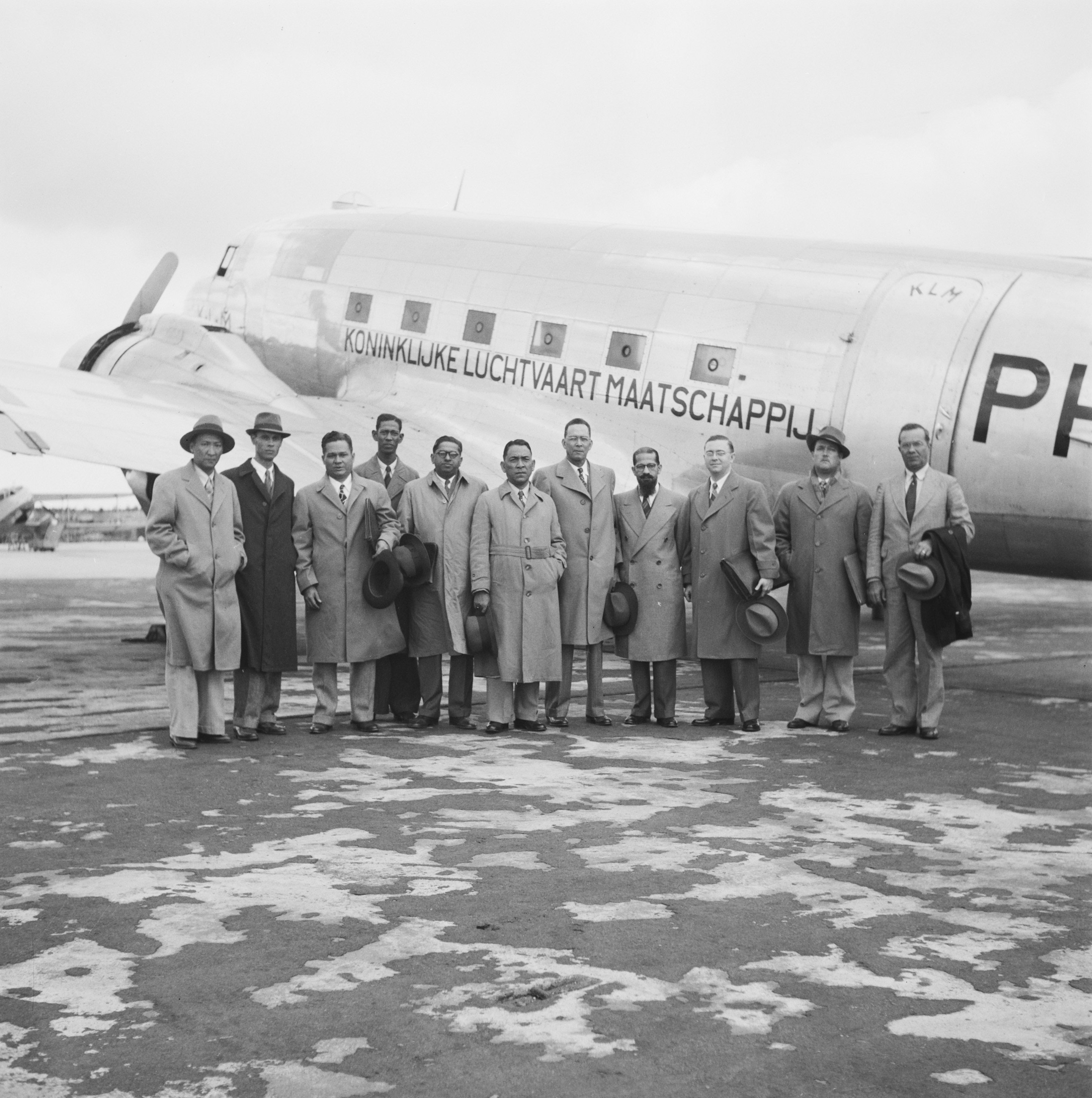
Da Costa Gomez (4e van rechts) te midden van een West-Indische delegatie, 1946
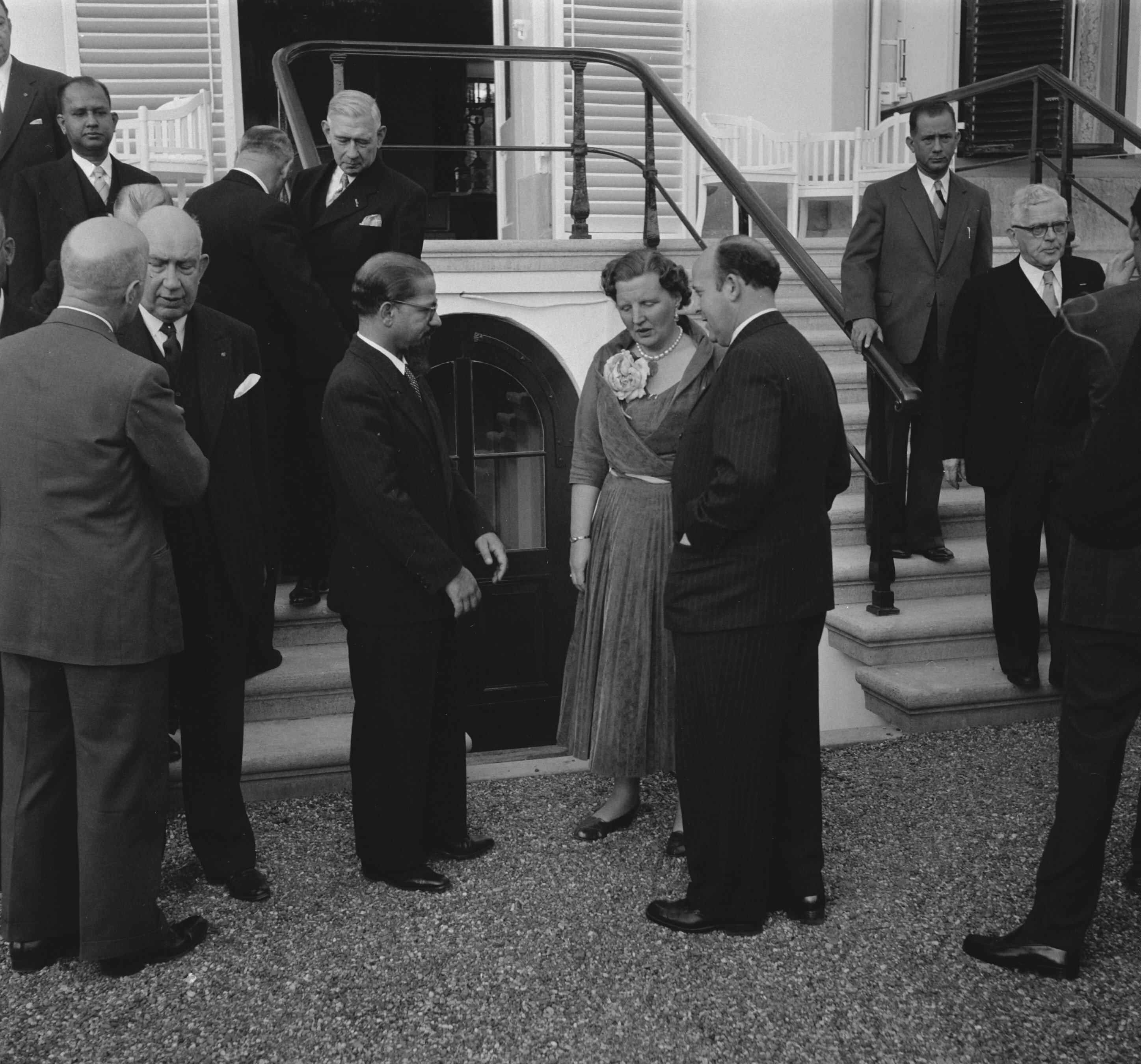
Da Costa Gomez op Paleis Soestdijk ontvangen door koningin Juliana, 1954
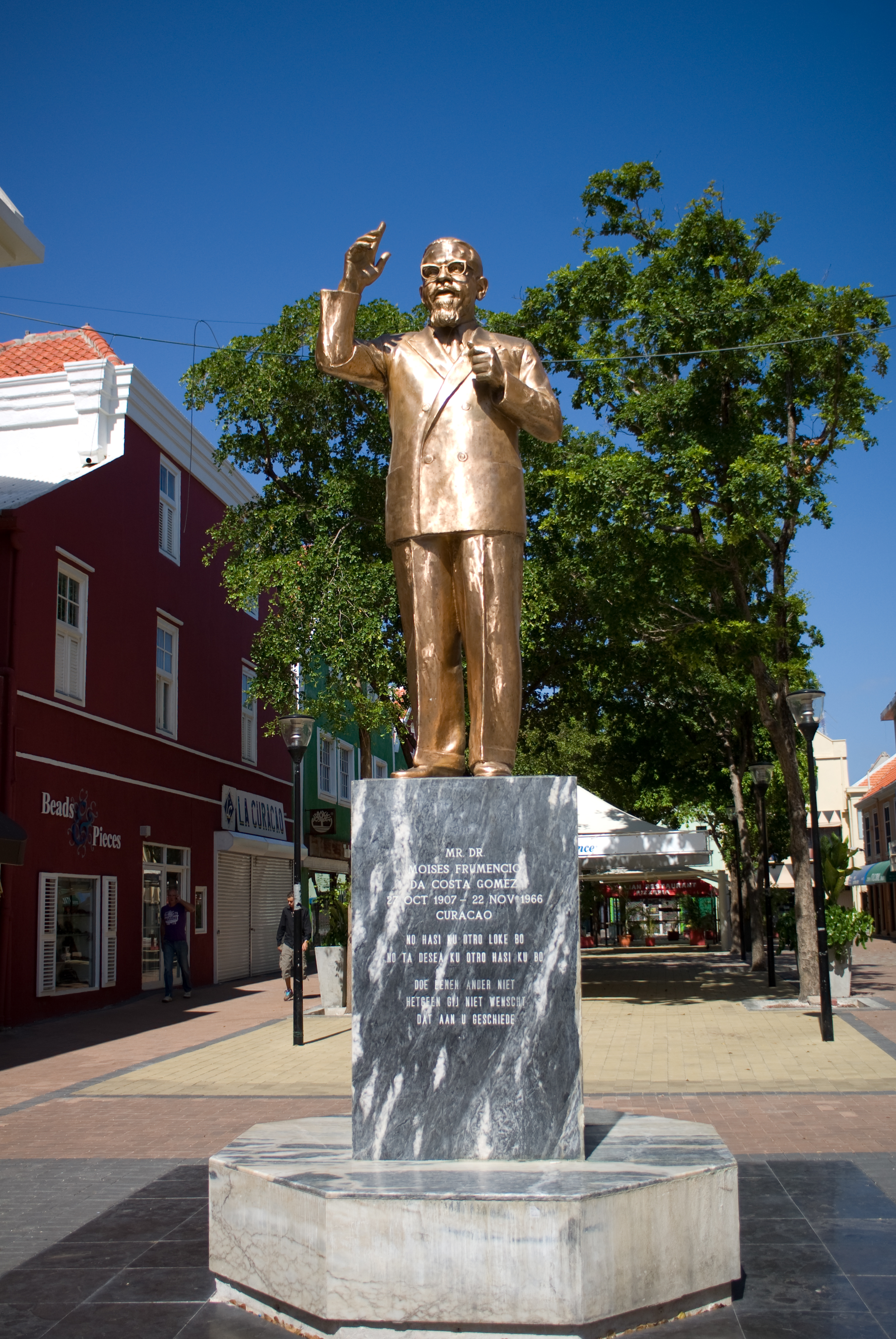
Standbeeld van Da Costa Gomez
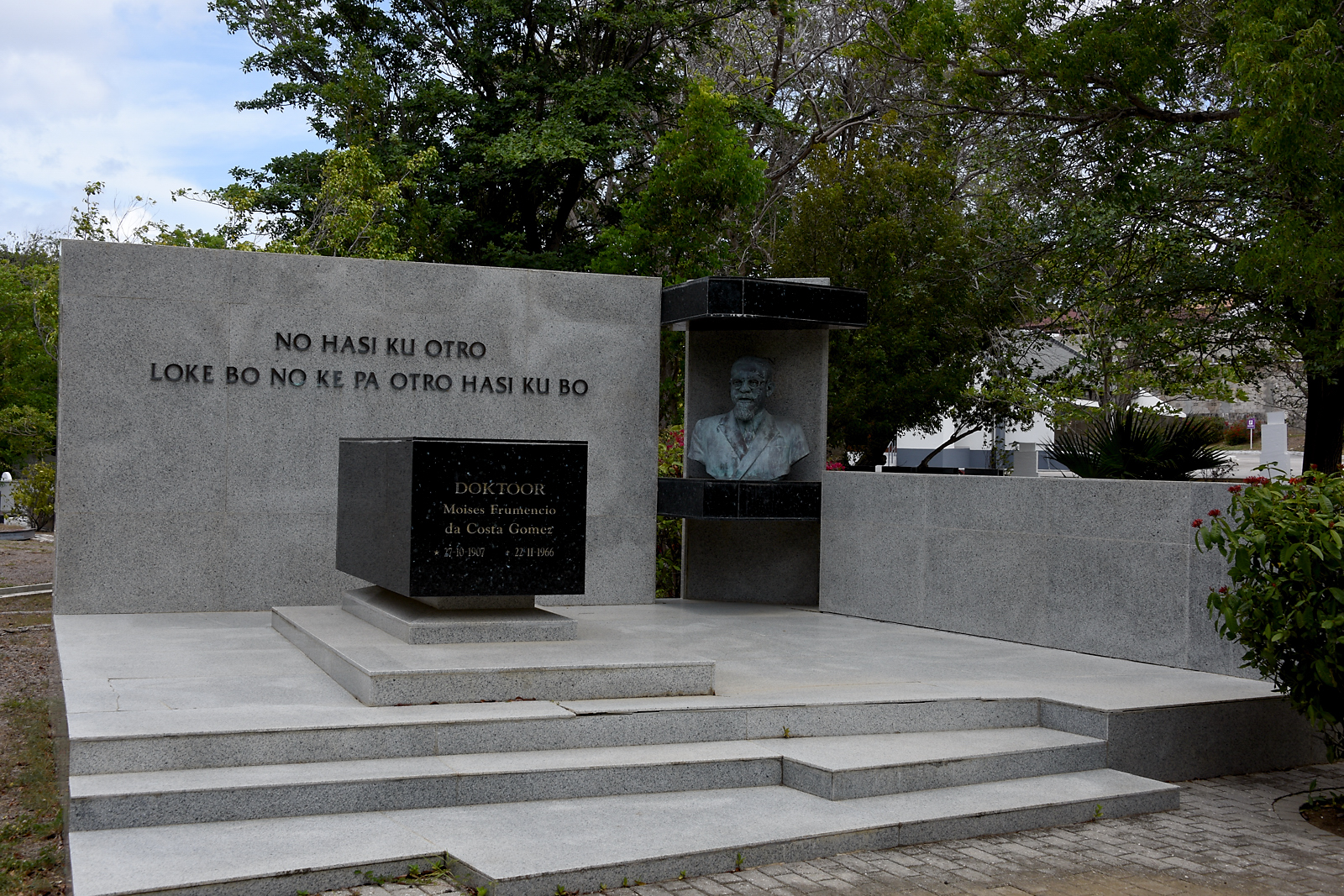
Monument en crypte op de Morada Santa begraafplaats, Bottelier

Moises Frumencio da Costa Gomez · 
Efraïn Jonckheer · 
Ciro Kroon ·
Gerald Sprockel ·
Ernesto Petronia ·
Ronchi Isa ·
Otto Beaujon · 
Juancho Evertsz · 
Lucina da Costa Gomez-Matheeuws ·
Boy Rozendal ·
Miguel Pourier · 
Don Martina ·
Maria Liberia-Peters · 
Suzy Camelia-Römer ·
Alejandro Felippe Paula · 
Etienne Ys ·
Ben Komproe ·
Mirna Louisa-Godett ·
Emily de Jongh-Elhage